# Ismaël Kandouss
Ismaël Kandouss (Lilla, 12 novembre 1997) è un calciatore marocchino con cittadinanza francese, difensore del Gent.

## Carriera

### Club
Kandouss ha iniziato la sua carriera nel Dunkerque, dove in un anno ha collezionato 16 presenze nella terza divisione francese. All'inizio del 2019 ha firmato con l'Union Saint-Gilloise, formazione della seconda divisione belga, con la quale ha ottenuto la promozione in massima serie al termine della stagione 2020-2021.

### Nazionale
Ha giocato nella nazionale marocchina Under-23.
Il 26 maggio 2023 viene convocato per la prima volta in nazionale maggiore, esordendo il 12 giugno successivo nella gara amichevole pareggiata 0-0 contro Capo Verde.

## Statistiche

### Presenze e reti nei club
Statistiche aggiornate al 5 ottobre 2024.
| Stagione                    | Squadra                     | Campionato                  | Campionato | Campionato | Coppe nazionali | Coppe nazionali | Coppe nazionali | Coppe continentali | Coppe continentali | Coppe continentali | Altre coppe | Altre coppe | Altre coppe | Totale | Totale |
| Stagione                    | Squadra                     | Comp                        | Pres       | Reti       | Comp            | Pres            | Reti            | Comp               | Pres               | Reti               | Comp        | Pres        | Reti        | Pres   | Reti   |
| --------------------------- | --------------------------- | --------------------------- | ---------- | ---------- | --------------- | --------------- | --------------- | ------------------ | ------------------ | ------------------ | ----------- | ----------- | ----------- | ------ | ------ |
| 2017-2018                   | Dunkerque 2                 | N3                          | 20         | 0          | -               | -               | -               | -                  | -                  | -                  | -           | -           | -           | 20     | 0      |
| nov. 2018                   | Dunkerque 2                 | N3                          | 3          | 0          | -               | -               | -               | -                  | -                  | -                  | -           | -           | -           | 3      | 0      |
| Totale Dunkerque 2          | Totale Dunkerque 2          | Totale Dunkerque 2          | 23         | 0          |                 | -               | -               |                    | -                  | -                  |             | -           | -           | 23     | 0      |
| mar.-mag. 2018              | Dunkerque                   | N                           | 5          | 0          | -               | -               | -               | -                  | -                  | -                  | -           | -           | -           | 5      | 0      |
| 2018-gen. 2019              | Dunkerque                   | N                           | 11         | 0          | CF              | 1               | 0               | -                  | -                  | -                  | -           | -           | -           | 12     | 0      |
| Totale Dunkerque            | Totale Dunkerque            | Totale Dunkerque            | 16         | 0          |                 | 1               | 0               |                    | -                  | -                  |             | -           | -           | 17     | 0      |
| gen.-giu. 2019              | Union Saint-Gilloise        | D2                          | 15         | 1          | CB              | 2               | 0               | -                  | -                  | -                  | -           | -           | -           | 17     | 1      |
| 2019-2020                   | Union Saint-Gilloise        | D2                          | 25         | 2          | CB              | 2               | 0               | -                  | -                  | -                  | -           | -           | -           | 27     | 2      |
| 2020-2021                   | Union Saint-Gilloise        | D2                          | 15         | 0          | CB              | 2               | 0               | -                  | -                  | -                  | -           | -           | -           | 17     | 0      |
| 2021-2022                   | Union Saint-Gilloise        | D1                          | 36         | 1          | CB              | 1               | 0               | -                  | -                  | -                  | -           | -           | -           | 37     | 1      |
| 2022-2023                   | Union Saint-Gilloise        | D1                          | 33         | 1          | CB              | 4               | 0               | UCL+UEL            | 0+10               | 0+0                | -           | -           | -           | 47     | 1      |
| Totale Union Saint-Gilloise | Totale Union Saint-Gilloise | Totale Union Saint-Gilloise | 124        | 5          |                 | 11              | 0               |                    | 10                 | 0                  |             | -           | -           | 145    | 5      |
| 2023-2024                   | Gent                        | PL                          | 34         | 2          | CB              | 3               | 0               | UECL               | 12                 | 0                  | -           | -           | -           | 49     | 2      |
| ago. 2024                   | Gent                        | PL                          | 1          | 0          | CB              | 0               | 0               | UECL               | 1                  | 0                  | -           | -           | -           | 2      | 0      |
| Totale Gent                 | Totale Gent                 | Totale Gent                 | 35         | 2          |                 | 3               | 0               |                    | 13                 | 0                  |             | -           | -           | 51     | 2      |
| set. 2024-2025              | Al-Orobah                   | SPL                         | 3          | 0          | KC              | 1               | 0               | -                  | -                  | -                  | -           | -           | -           | 4      | 0      |
| Totale carriera             | Totale carriera             | Totale carriera             | 201        | 7          |                 | 16              | 0               |                    | 23                 | 0                  |             | -           | -           | 240    | 7      |

### Cronologia presenze e reti in nazionale
| Cronologia completa delle presenze e delle reti in nazionale ― Marocco | Cronologia completa delle presenze e delle reti in nazionale ― Marocco | Cronologia completa delle presenze e delle reti in nazionale ― Marocco | Cronologia completa delle presenze e delle reti in nazionale ― Marocco | Cronologia completa delle presenze e delle reti in nazionale ― Marocco | Cronologia completa delle presenze e delle reti in nazionale ― Marocco | Cronologia completa delle presenze e delle reti in nazionale ― Marocco | Cronologia completa delle presenze e delle reti in nazionale ― Marocco |
| Data                                                                   | Città                                                                  | In casa                                                                | Risultato                                                              | Ospiti                                                                 | Competizione                                                           | Reti                                                                   | Note                                                                   |
| ---------------------------------------------------------------------- | ---------------------------------------------------------------------- | ---------------------------------------------------------------------- | ---------------------------------------------------------------------- | ---------------------------------------------------------------------- | ---------------------------------------------------------------------- | ---------------------------------------------------------------------- | ---------------------------------------------------------------------- |
| 12-6-2023                                                              | Rabat                                                                  | Marocco                                                                | 0 – 0                                                                  | Capo Verde                                                             | Amichevole                                                             | -                                                                      | 46’                                                                    |
| Totale                                                                 |                                                                        | Presenze                                                               | 1                                                                      |                                                                        | Reti                                                                   | 0                                                                      |                                                                        |

## Palmarès

### Club

#### Competizioni nazionali
- Campionato belga di seconda divisione: 1

Union Saint-Gilloise: 2020-2021